# 迈茨博恩
迈茨博恩是德国莱茵兰-普法尔茨州的一个市镇。总面积3.15平方公里，总人口114人，其中男性54人，女性60人（2011年12月31日），人口密度36人/平方公里。